# 蒙塞纽尔塔博萨
蒙塞纽尔塔博萨是巴西塞阿拉州的一个市镇。总面积886.3平方公里，总人口16550人，人口密度18.7人/平方公里。